# 王伯祥 (1943年)
王伯祥（1943年2月—2023年3月13日），山东寿光化龙镇北柴西村人，曾任中共寿光县委副书记、潍坊市市长、山东省政协常委。2008年1月退休。2018年12月18日荣获改革先锋称号。

## 生平
1965年12月加入中国共产党，1967年9月参加工作。
1986年6月任山东寿光县县委书记，同年开始将寿光北部的盐碱滩开发成台田、盐田、养虾池，1989年8月开始在寿光试点冬暖式蔬菜大棚，首个试点的三元朱村17个大棚1990年即获得平均2万余元的纯利润，王伯祥由此决定在全县推广蔬菜大棚。
1991年10月调离寿光，其任内寿光共建起蔬菜大棚3.3万个，以及棉田、盐田、虾池共计120万亩。